# Lozove, Starobilsk
Lozove (în ucraineană Лозове) este un sat în comuna Sadkî din raionul Starobilsk, regiunea Luhansk, Ucraina.

## Demografie
Componența lingvistică a localității Lozove
     Ucraineană (93,22%)
     Rusă (6,78%)
Conform recensământului din 2001, majoritatea populației localității Lozove era vorbitoare de ucraineană (93,22%), existând în minoritate și vorbitori de rusă (6,78%).